# Heilig Hartbeeld (Beuningen)
Het Heilig Hartbeeld is een standbeeld in de Nederlandse plaats Beuningen. Het staat aan de Dorpssingel bij de Van Heemstraweg, in de tuin van de pastorie van de Corneliuskerk.

## Achtergrond
Dit Heilig Hartbeeld, met neogotische kenmerken, werd gemaakt door de Duitse beeldhouwer Gerd Brüx. De kosten groot ƒ 1964,71 – destijds een flink bedrag – werden door parochianen opgebracht. Het werd 17 oktober 1920 door pastoor Bernardus Verbakel geïntroniseerd. 
In 2001 onderging het beeld een volledige restauratie. Nadat het werd gereinigd en van verfresten ontdaan, is de originele steen weer zichtbaar.

## Beschrijving
Het beeld toont een staande Christusfiguur, in een gedrapeerd gewaad. Hij houdt zijn rechterhand zegenend opgeheven en wijst met zijn linkerhand naar het hart op zijn borst. Het beeld is gemaakt van Franse kalksteen en is geplaatst op een tufstenen sokkel. Het basement wordt geflankeerd wordt door vier engeltjes, en draagt de volgende teksten:

Jezus Koning der Harten Ontferm U Onzer.

H.Hart van Jezus zegen Beuningen A.D. 1920.

Mijn Rijk is niet van deze wereld.

## Waardering
Het beeldhouwwerk werd in 2002 als rijksmonument ingeschreven in het monumentenregister, het wordt beschouwd "als een goed en gaaf voorbeeld van een Heilig Hartbeeld als een monumentale tuinsculptuur uit de late 19-de eeuw en vroege 20-ste eeuw, een periode waarin de vormentaal van historische bouw- en kunststijlen (gotiek, renaissance), gecombineerd met elementen uit de nieuwe kunst (art nouveau of jugendstil) nog een grote rol speelde."